# Nassim Ouammou
Nassim Ouammou, né le 27 avril 1993 à Saint-Étienne, est un footballeur français, qui évolue au poste de milieu gauche au Hassania Agadir.

## Biographie
Nassim Ouammou naît le 27 avril 1993 à Saint-Étienne. Il est formé dans le club de sa ville natale, l'AS Saint-Étienne qu'il rejoint en 2000 et quitte dix ans plus tard pour rejoindre le FCO Firminy, ville des environs de Saint-Étienne. Après un an à Firminy, Ouammou rejoint le Portugal et le CS Marítimo, basé sur l'île de Madère. Il quitte le club après y avoir passé trois saisons, sans disputer de match avec l'équipe première.
Il revient dans la Loire en s'engageant avec l'Andrézieux-Bouthéon FC, qui évolue en CFA2.
Il quitte le club le 27 janvier 2016 pour rejoindre Marseille Consolat, qui dispute le championnat National. Andrézieux-Bouthéon sera promu en CFA à l'issue de la saison. Ouammou ne dispute que trois matchs avec le club marseillais, qui échoue à la quatrième place (soit à une place de la montée en Ligue 2) après une fin de championnat ratée.
Ouammou rejoint ensuite le FC Mulhouse en CFA.
Après une saison pleine, il rejoint la saison suivante le Rodez AF, promu en National. Il marque son premier but en National le 13 octobre 2017 face à l'US Boulogne (match nul 2-2). Le club ruthénois termine à la 4e place.
En 2018, il s'engage en faveur de l'US Boulogne Côte d'Opale, club de National. Il n'y reste qu'un an avant de retourner au Rodez AF, qui a été sacré champion de National et promu en Ligue 2.
Le 2 août 2019, il dispute son premier match en Ligue 2, en déplacement sur le terrain de La Berrichonne de Châteauroux (match nul et vierge), en remplaçant Pierre Ruffaut (en) à la 73e minute de jeu.
Le 29 janvier 2023, il rejoint le Maccabi Netanya pour deux saisons et demie.
Le 1 Juillet 2024, Nassim quitte le Maccabi Netanya et rejoins le FC Sochaux-Montbeliard alors qu'il lui restait un peu moins de 1 ans de contrat
Ouammou est né en France et est d'origine marocaine. En 2011, il déclare qu'il rêve d'être appelé en sélection marocaine.